# 臺中市豐原區翁子國民小學
臺中市豐原區翁子國民小學，簡稱翁子國小，是位於中華民國臺中市豐原區的一所國民小學，建立於1922年4月1日。

## 外部連結
- 臺中市豐原區翁子國民小學 （页面存档备份，存于）